# Anna Nikandrova
Anna Nikandrova (russe : Анна Никандрова) était une commissaire et lieutenante-cheffe du 426e Régiment de carabiniers de la 88e Division d'Infanterie, 31e Armée sur le Troisième Front biélorusse pendant la Seconde Guerre mondiale. Elle a reçu à titre posthume le titre d'Héroïne de l'Union soviétique le 24 mars 1945.

## Enfance et éducation
Nikandrova est née le 31 octobre 1921 dans une famille de paysans de Barachkino (Gouvernement de Pskov). Après avoir obtenu son diplôme de l'école secondaire et finit sa formation, elle travaille comme bibliothécaire jusqu'à ce qu'elle rejoigne le Comité de District du Komsomol de Krasnogorodski. Elle devient membre du Parti Communiste de l'Union soviétique en 1942.

## Carrière militaire
En tant que membre du Komsomol, elle rejoint l'Armée rouge en 1941, après le début de la Seconde Guerre mondiale. À l'origine, elle travaille comme agent sanitaire, évacuant les soldats blessés du champ de bataille vers les hôpitaux de campagne et fournit de l'aide dans les hôpitaux militaires. Après avoir obtenu son diplôme de junior lieutenant, elle est affectée au 426e Régiment de carabiniers.
Pendant la guerre, elle est promue au rang de lieutenant après avoir démontré ses aptitudes au combat, pour lequel elle reçoit la Médaille du Courage le 30 mai 1943.
Dans la bataille près de la gare de Dubrovenski en Biélorussie le 23 janvier 1944, elle conduit son bataillon à travers le feu ennemi vers un fossé anti-chars, et elle tuée à l'ennemi en tentant de prendre un bunker ennemi. Son corps est enterré dans une fosse commune de soldats soviétiques et de partisans. Après la guerre, un monument commémoratif fut érigé à cette place,.
Par le décret du Présidium du Soviet suprême de l'URSS le 24 mars 1945, on lui décerne à titre posthume le titre d'Héroïne de l'Union soviétique pour son engagement dans cette bataille.

## Distinctions
- Héros de l'Union soviétique
- Ordre de Lénine
- Ordre de la Guerre Patriotique, 2e Classe
- Médaille du Courage